# Мурфилдс
Мурфилдс (англ. Moorfields) — открытое пространство, частично в лондонском Cити, прилегающее к его северной стене, недалеко от Моргейта, и за его пределами. Он был известен своей болотистой местностью, возникшей в результате того, что оборонительная стена действовала как плотина, препятствуя течению реки Уолбрук и ее притоков.

## История
Раним названием Мурфилдса, по-видимому, было англ. Moor Mead («Болотный луг»), Moor в названии обычно указывает на болотистую местность.
В XV веке монастыри Чартерхаус и Святого Варфоломея отвели верховья Уолбрука в свои владения в водосборный бассейн реки Флит. Предполагается, что это привело к значительному сокращению стока Уолбрука, в результате чего Мурфилдс стал более сухим и мэр смог построить новый ворота Моргейт (англ. Moorgate) в Лондонской стене и проложить дорогу в Ислингтон.
В начале XVIII века в Мурфилдсе периодически под открытым небом проводились торги, представления и аукционы. Кроме того, дома рядом с Мурфилдсом и в его окрестностях были местом обитания бедняков, а сам район имел дурную репутацию прибежища разбойников, а также места расположения публичных домов. Например, Джеймс Далтон и Джек Шеппард скрывались в Мурфилдсе, когда бежали от закона. Некоторые районы были известны как места публичных развлечений для гомосексуалов.
В Мурфилдс находился The Foundery (с англ. «Литейный завод»), бывший пушечный литейный завод, со временем ставшим одним из первых центров Веслианского богословия.